# Smoky (Olympia-Maskottchen)

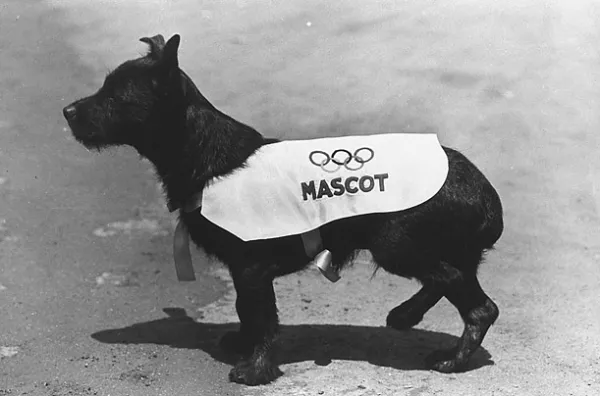

Smoky (manchmal auch Smokey genannt) war ein Mischlingshund, der zum Maskottchen der Olympischen Sommerspiele 1932 in Los Angeles wurde. Er wurde im Jahr 1931 oder 1932 geboren und starb durch einen Verkehrsunfall im April 1934. Zuerst war er Maskottchen des Olympischen Dorfes, später wurde er zum Maskottchen der Sommerspiele. Er wird oft als das erste Maskottchen der Olympischen Spiele angesehen.
Smoky tauchte während der Bauarbeiten des Olympischen Dorfes auf. Einige Quellen behaupten, er sei am gleichen Tag geboren, als die Bauarbeiten begannen, am 2. Januar 1932. Er war ein kleiner schwarzer Hund ungewisser Abstammung. Manche glaubten, er sei eine Kombination von Scottish Terrier, Bulldogge, und Australischem Schäferhund, sowie anderen Hunderassen. Er war bei Besuchsdelegationen beliebt, und posierte oft mit Athleten. Er erhielt eine Decke mit Medaillen, Pins und Abzeichen vieler Nationen. Während der Spiele erlitt und überlebte er mehrere Beinbrüche. Am 14. Juli verschwand Smoky kurz, und es wurde behauptet, dass Athleten aller Nationen ihn vermissten. Am Folgetag tauchte er wieder auf.
Nach den Spielen wurde er von Cynthia und Clark Smith adoptiert und wurde zum Familienhund. Im April 1934 wurde er von einem unbekannten Autofahrer überfahren und getötet.